# Hamza Yusuf
Hamza Yusuf, geboren als Mark Hanson (Walla Walla, 1 januari 1960), is een Amerikaanse islamitische geleerde, en is mede-oprichter van Zaytuna College. Hij is een voorstander van de klassieke leer in de islam en promoot islamitische wetenschappen en klassieke onderwijsmethoden over de hele wereld.
Hij is een adviseur van het Centrum voor Islamitische Studies van de Graduate Theological Union in Berkeley. Hij fungeert ook als een lid van de raad van advies van George Russells One Nation, een nationale filantropisch initiatief dat pluriformiteit en integratie in Amerika promoot. Daarnaast fungeert hij als vice-president voor Global Center for Guidance and Renewal, opgericht door Abdallah bin Bayyah. Hij fungeert tevens als vice-president van de in Verenigde Arabische Emiraten gezetelde Forum voor de Bevordering van Vrede in de Islamitische Samenlevingen, waar Abdullah bin Bayyah ook als president dient.
The New Yorker noemt Yusuf in een artikel als "misschien wel de meest invloedrijke islamitische geleerde in de Westerse wereld."

## Biografie
Yusuf werd geboren als Mark Hanson in Walla Walla, Washington. Zijn ouders, ook academici, zijn werkzaam bij Whitman College. Hij groeide op in het noorden van Californië. In 1977, na een bijna-dood-ervaring en het lezen van de Koran, bekeerde hij zich van het christendom naar de islam. Hij heeft Ierse, Schotse en Griekse afkomst.